# Divadlo Josefa Kajetána Tyla
Divadlo Josefa Kajetána Tyla (Teatr im. Josefa Kajetána Tyla) – teatr, opera i balet w Pilźnie, otwarty 21 września 1902 r.
Architektem neorenesansowego budynku teatru był Antonín Balšánek; został on przebudowany w latach 1981–1985 przez Pavla Němečeka.